# Paul Loicq
Paul Loicq (11. srpna 1888, Brusel – 26. března 1953, Sint-Genesius-Rode) byl belgický lední hokejista, později hokejový funkcionář.
Členem belgického národního týmu byl v letech 1919 až 1926. V roce 1920 reprezentoval Belgii na hokejovém turnaji Letních olympijských her, jeho tým skončil sedmý.
Již během aktivní kariéry působil na několika funkcionářských postech v belgickém hokeji. V letech 1922 až 1947 zastával funkci prezidenta Mezinárodní hokejové federace (IIHF). V této době také sám působil jako mezinárodní rozhodčí. Přispěl ke vzdělávání rozhodčích, mimo jiné založil mezinárodní akademii pro rozhodčí.
Je po něm pojmenovaná Cena Paula Loicqa, kterou od roku 1998 uděluje IIHF osobnosti, jež mimořádným způsobem přispěla k rozvoji světového hokeje a hokejové federace.

## Ocenění
- jmenován členem Hokejové síně slávy (1961)